# Гёппинген
Гёппинген (нем. Göppingen) — город на юге Германии, часть административного района Штутгарт федеративной земли Баден-Вюртемберг. Столица района Гёппинген. Расположен у подножия горы Гогенштауфен, в долине реки Фильз.

## История
Считается, что город был основан Алеманнским предводителем Геппо примерно в третьем или четвертом веке. Сильный пожар 25 августа 1782 года уничтожил бо́льшую часть города, но он был быстро восстановлен. Индустриализация в XIX веке превратила эти земли в центр индустрии. 
У города есть свой спортивный клуб — «Фриш ауф Гёппинген», который играет в первом дивизионе чемпионата Германии по гандболу. Клуб становился победителем Кубка ЕГФ в сезонах 2015/16 и 2016/17.

## Статистика
- Население:
  - июль 2001 — 56,166
  - декабрь 2020 — 57,974

## Экономика
В Гёппингене работает компания Hofele-Design, занимающаяся автотюнингом, и находится крупнейшая европейская фирма по производству игрушечных железных дорог — Märklin. Также здесь зарегистрирована компания, разработавшая TeamViewer

## Города-побратимы
- Фоджа (c 1971)
- Клостернойбург (c 1971)
- Зоннеберг (c 1990)
- Пессак (c 2000)